# У високій траві
«У високій траві» (англ. In the Tall Grass) — фантастичне оповідання жахів американського письменника Стівена Кінга та його сина Джо Гілла. Спочатку воно було опубліковане двома частинами в журналі «Esquire» за червень/липень та серпень 2012 року. Це друга співпраця Кінга і Гілла після твору «Throttle», опублікованого в 2009 році. 9 жовтня 2012 року оповідання вийшло у форматі еКниг та аудіокниг (читав Стівен Ленг).
Вагітна Беккі та її брат Кел зупиняються біля заростів високої трави, бо чують плач маленького хлопчика і вирушають у цю траву на його пошуки. З часом вони помічають, що не можуть знайти виходу.

## Сюжет
Кел Демут і його сестра Беккі живуть у гарних стосунках. На другому курсі коледжу Беккі дізнається, що вона вагітна. Батьки пропонують їй пожити зі своїми тіткою та дядьком до народження дитини, а після пологів віддати її в іншу родину. Оскільки тривають весняні канікули, Кел вирішує супроводити сестру в подорожі до її родичів у Канзасі. По дорозі вони зупиняються в численних туристичних місцях.
На третій день подорожі Кел і Беккі проїжджають через занедбане містечко з церквою під назвою «Чорна Гора Спасителя». Вони зупиняються біля заростів дуже високої трави, звідки хлопчик на ім'я Тобін кличе на допомогу. Близнюки також чують, як його мати Наталі кричить не слухати хлопчика. Кел іде врятувати його, але голос Тобіна віддаляється.
Беккі телефонує в 911 та йде за Келом у траву, коли мобільний зв'язок зникає. Кел і Беккі не бачать одне одного, але можуть чути. Тому вони вирішують одночасно підстрибнути. Вони стрибають двічі з тих самих місць, але опиняються на різній відстані. Кел потім натрапляє на труп собаки. Беккі та Кел дедалі більше хвилюються, коли розуміють, що трава незбагненним чином змінює між ними відстань.
Беккі декламує сороміцькі вірші (які перегукуються з її подальшою долею), щоб заспокоїтися, а також дати Келу та Тобіну орієнтир на її місцеперебування. Вона бачить когось попереду, і з трави виходить чоловік. Він представляється як Росс, кажучи, що є батьком Тобіна та чоловіком його матері, Наталі. Він просить Беккі піти за ним, повідомляє, що з ним вона буде в безпеці. Беккі з підозрою ставиться до Росса, але все ж іде за ним. Той виводить Беккі до кола витоптаної трави, в якому лежить закривавлене, розчленоване тіло Наталі. Росс пояснює, що знайшов «камінь» і що «танцюючі люди показали секрети високої трави». З його слів стає зрозуміло, що Росс пив тутешню воду, потім убив свою дружину та їв її м'ясо. Далі він натякає, що хоче зґвалтувати Беккі на скелі й нападає на неї. Беккі забиває Росса до смерті ключем від будинку, але той вдаряє її в живіт, що потім призводить до викидня.
Кел, потерпаючи від зневоднення, блукає в траві та наважується випити з калюжі. Через це він божеволіє та намагається спалити поле сірниками, але трава надто волога. Нарешті він натрапляє на Тобіна, який їсть мертву гнилу ворону. Тобін пояснює, що мертвий собака належав йому, і що «висока трава не зрушить мертвих речей». Тобін веде Кела на галявину посеред заростів трави, де стоїть великий камінь, вкритий різьбленими зображеннями танцюючих чоловіків. Як пояснює Тобін, камінь допоможе Келу знайти Беккі, як він допоміг Тобіну знайти Кела. Камінь жахає Кела, йому здається, що зображені на ньому чоловічки рухаються. Та все ж він переборює страх і торкається до каменя.
Тим часом Беккі блукає в траві та марить про своє минуле. Її знаходить Кел і дає щось поїсти. Напівпритомна Беккі потім розуміє, що Кел дав їй м'ясо її передчасно народженої дитини. Проте Кел запевняє, що вони обоє їли лише траву. Кел і Тобін хапають Беккі та тягнуть її до каменя. Кел каже торкнутися каменя, щоб повернути дитину. Її жах змінюється на умиротворення, Беккі пригадує біблійний вислів «Всяке тіло — трава…» та обіймає камінь.
За якийсь час повз те місце проїжджає фургон з сімома хіпі. Вони зупиняються біля покинутої церкви, щоб влаштувати барбекю. З заростів трави неподалік лунають крики Тобіна про порятунок, і вся група йде у високу траву, щоб допомогти хлопчику.

## Екранізація
Режисер Вінченцо Наталі екранізував оповідання як повнометражний фільм виробництва компанії Netflix. Прем'єра фільму відбулася 20 вересня 2019 року в США на Фестивалі фантастичного кіно в Остіні, а потім його показали на Міжнародному кінофестивалі в Ванкувері і на Міжнародному кінофестивалі фантастичного кіно в Каталонії.
Фільм використовує основу сюжету оповідання, проте змінює фінал і роль каменя. Також у ньому значну роль відіграє батько дитини Беккі.